# Skala AVPU
AVPU ocena przytomności – schemat kolejno ocenianych reakcji na bodźce zewnętrzne, stosowany w celu oceny stanu przytomności poszkodowanego/chorego. Stosowane w niej litery oznaczają:
- A (Alert) – przytomny, skupia uwagę
- V (Verbal) – reaguje na polecenia głosowe
- P (Pain) – reaguje na bodźce bólowe
- U (Unresponsive) – nieprzytomny, nie reaguje na żadne bodźce.

Schemat AVPU jest stosowany we wstępnej ocenie stanu przytomności - czy jest zachowana przytomność. Jest pierwszym elementem badania przedmiotowego w stanach zagrożenia życia poprzedzającym ocenę czynności życiowych (ABC) i szybkie badanie urazowe. Stosowany przez osoby udzielające pierwszej pomocy, kwalifikowanej pierwszej pomocy i pomocy medycznej. W celu oceny nieprzytomności, skuteczności prowadzonych działań ratowniczych i leczniczych stosowana jest skala Glasgow. Skala ta jest stosowana do oceny przytomności osób poszkodowanych.